# Chikkmukodlu, Kanakapura
Chikkmukodlu là một làng thuộc tehsil Kanakapura, huyện Ramanagara, bang Karnataka, Ấn Độ.